# Llandover Woods
Llandover Woods is een park in de wijk Broadview in het noorden van Seattle. Het park heeft een oppervlakte van 3,6 ha en is eigendom van de gemeente Seattle. Van deze 3,6 ha is 1,6 ha coniferenbos, 1,4 ha deels loof- en deels coniferenbos, 0,3 ha loofbos en 0,3 ha struiken. De ingang van Llandover Woods wordt gevormd door een groot hek.
Door het park loopt een wandelpad van gravel met een lengte van 650 meter.
Llandover Woods is aangelegd in 1995.